# Grote hartschelp
De grote hartschelp (Acanthocardia aculeata) is een in zee levende tweekleppige weekdiersoort uit de familie van de Cardiidae.

## Beschrijving

### Schelpkenmerken
Deze soort bezit een bolle, stevige maar relatief dunne schelp met een afgerond driehoekige vorm. De umbo steekt duidelijk uit en ligt net voor het midden van de schelp. De achterrand loopt vanaf de slotplaat tamelijk abrupt naar de onderrand in een vrijwel rechte lijn en maakt naar de onderrand een vrij scherpe knik. Van de umbo naar deze knik loopt een zwakke maar duidelijk ontwikkelde kiel. Vanuit de top lopen 20-22 brede en platte radiale ribben. Op de achterzijde van de schelp zijn de ribben minder sterk ontwikkeld. De ruimte tussen de ribben is ongeveer de helft van de breedte van de ribben. Over en vooral tussen de ribben is een sculptuur van fijne maar scherp afgetekende concentrische dwarslijntjes aanwezig. Op het midden van de ribben loopt een smalle groef waaruit op regelmatige afstand scherpe afgeplatte stekels staan. De stekels zijn door een smal richeltje met elkaar verbonden. Bij de voorrand van de schelp zijn de stekels iets duidelijker ontwikkeld dan aan de achterzijde. Vaak zijn de stekels afgesleten waardoor de schelp enigszins op die van de Geknobbelde hartschelp lijkt. De schelp van de Grote Hartschelp kan echter veel groter worden en is naar verhouding altijd dunner. De groeven aan de binnenkant van de schelp (de 'holle ribben') zijn vanaf de schelprand tot aan de top duidelijk zichtbaar.
De Grote hartschelp heeft een heterodont slot: in de linkerklep 2 en in de rechterklep 1 cardinale tand en 2 laterale tanden in beide kleppen.
De schelp is geelbruin tot paarsbruin van kleur en heeft vaak donkerbruine banden of vlekken. Het periostracum is groenbruin maar is vaak afwezig. De binnenzijde is wit, porseleinachtig glanzend. Op het Noordzeestrand aangespoelde losse kleppen zijn vaak bruin of blauwgrijs verkleurd.
Rechter en linker klep van hetzelfde exemplaar:

Rechter Klep
Linker Klep

### Afmetingen van de schelp
- lengte: tot 100 millimeter (meestal kleiner)
- hoogte: tot 100 millimeter (meestal kleiner)

### Levenswijze
De dieren leven ingegraven in een zand- of modderbodem, uitsluitend in het sublitoraal. Ze komen voor vanaf ongeveer 15 meter tot enkele tientallen meters waterdiepte. De soort behoort tot de infauna en filtert het voedsel uit het zeewater.

### Voorkomen
Dit is een zuidelijke soort die tegenwoordig niet in de Zuidelijke Bocht van de Noordzee leeft. Het verspreidingsgebied ligt tussen Zuid-Noorwegen tot aan Marokko. De soort is het algemeenst in de Middellandse Zee.

### Fossiel voorkomen
Acanthocardia aculeata is niet bekend uit de ondergrond van Nederland en België. Wel spoelen losse kleppen met een fossiel uiterlijk op het Noordzeestrand van de Waddeneilanden aan. Men neemt aan dat deze schelpen uit het Eemien dateren.